# Manuel de la Cruz Boullosa
Manuel de la Cruz Boullosa (31 de marzo de 1874-Madrid, 1939) fue un militar español.

## Biografía
Ingresó en la Academia General Militar de Toledo el 31 de octubre de 1890. Se especializó en el arma de artillería. Ascendió al rango de general de brigada el 31 de julio de 1932. Poco después sería nombrado comandante de la 7.ª Brigada de Artillería, con sede en Valladolid. En 1933 fue nombrado director de la Escuela Central de Tiro del Ejército. En mayo de 1936 fue nombrado Subsecretario de Guerra, en sustitución del general Julio Mena Zueco. Tras el comienzo de la Guerra civil se mantuvo fiel a la República. A pesar de ello, fue sustituido en cargo de subsecretario por el general Carlos Bernal, ya que De la Cruz Boullosa no ofrecía ninguna confianza al gobierno. Aunque contó con el asesoramiento del teniente coronel Juan Hernández Saravia, algunos autores señalan el papel marginal en la respuesta al Golpe de Estado. Durante el resto de la contienda no volvió a ocupar ningún puesto relevante. Falleció en Madrid en 1939, poco antes del final de la contienda.

## Familia
Tuvo un hermano, Federico, que llegó al rango de general y fue Inspector general de la Guardia Civil en la zona sublevada durante la contienda.
Su hijo José era cadete en la Academia Militar de Toledo al comenzar y se unió a los sublevados.